# Чуприков Анатолій Павлович
Чуприков Анатолій Павлович — заслужений діяч науки і техніки України, доктор медичних наук, професор.

## Життєпис
Завідувач кафедрою дитячої, судової та соціальної психіатрії Національної медичної академії післядипломної освіти ім. П. Л. Шупика, кафедрою медичної психології та психокорекції Міжрегіональної академії управління персоналом, дійсний член Міжнародної Кадрової Академії.
Президент Українського товариства тверезості та здоров'я, член президії та заступник голови Українського медичного товариства невропатологів, психіатрів та наркологів, член редколегії низки психіатричних журналів. Дійсний член Нью-Йоркської академії наук. Візит-професор Белградського університету. Член правління Об'єднання психіатрів придунайських держав. Почесний президент ГО «Арт-терапевтична асоціація»
З 2000 р. — член експертної ради Вищої атестаційної комісії.

## Наукові роботи
Автор більш ніж 350 публікацій. Кількість винаходів та патентів в галузі методів діагностики та лікування психіатричних розладів — 35.
1. Багрій Я., Чуприков А. Ранній дитячий аутизм: сучасні проблеми. — вид.: Галицький лікарський вісник, Івано-Франківськ, 2004
2. Багрій Я., Чуприков А. Клініка РДА через призму сучасних критеріїв діагностики. — вид.: Таврический журнал психиатрии, Сімферополь, 2004
3. Bahriy Y. Chuprykov A., Chuprykova E. New directions in studying early infantile autism. — Aggression, suicidology, victimology, therapy and prophylaxis nicotine addiction. Fifth national conference with international participation of college private psychiatric practice, Bulgaria, 2004
4. Багрій Я., Винник М., Чуприков А. Ранній дитячий аутизм. — Видавництво Івано-Франківської державної медичної академії, Івано-Франківськ, 2005